# Suifen
La Suifen (绥芬河) est un fleuve côtier de 443 km  qui prend sa source dans la préfecture autonome coréenne de Yanbian dans le nord-est de la Chine, traverse la partie orientale du Heilongjiang avant de s'écouler ensuite vers le sud-est dans la région du Primorié en Russie et de se jeter dans la mer du Japon. En Russie, il porte le nom de Razdolnaïa (Раздольная) depuis 1972 car les noms d'origine chinoise ont alors été remplacés à la suite du conflit frontalier de 1969.
Les anciens noms ont été au fil du temps dans l'ordre chronologique : Subin - Shuaibin - Xuiping - Suifen et Suifun.

## Présentation

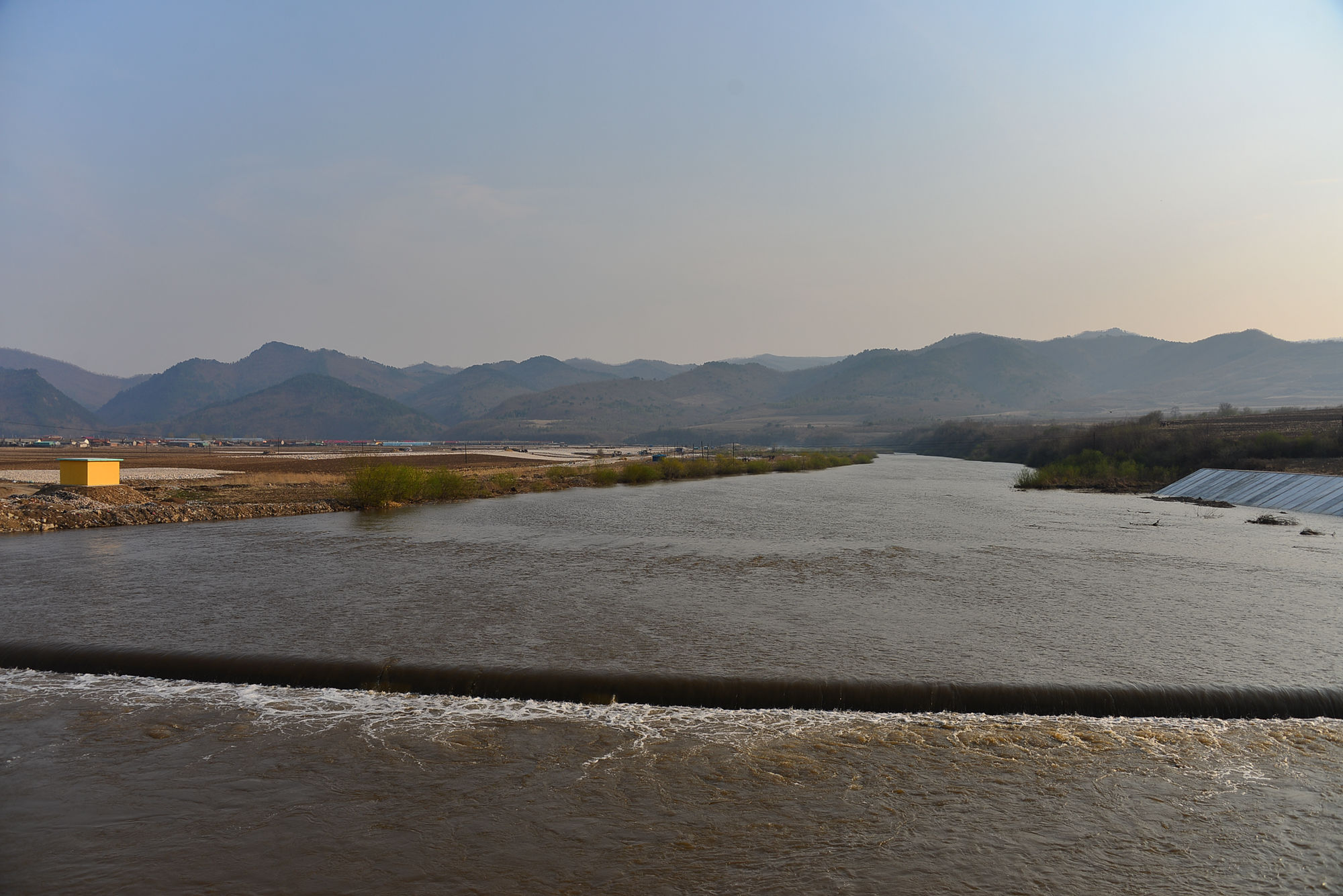
La grande Suifen à Luozigou (9.5.2012)

La Suifen prend sa source sur le versant nord du Panling (sv), une montagne de 928 m d'altitude située dans le village de Fuxing, xian de Wangqing, sous le nom de Dasuifen (la grande Suifen, 大绥芬河). Elle serpente vers le nord jusqu'à Luozigou (zh), où elle tourne vers le nord-est et entre dans la partie sud-orientale du Heilongjiang. Après avoir parcouru 148 km), à une altitude de 160 m, elle reçoit sur sa gauche son plus grand affluent, la Xiaosuifen (la petite Suifen, 小绥芬河, 169 km), près de la ville de Daohe et s'oriente à l'est. Elle traverse ensuite les villes chinoise de Dongning et russe d'Oussouriisk où elle reçoit les eaux de la Rakovka (76 km). Ses autres principaux affluents sont la Granitnaya (114 km) et la Borisovka (86 km). Elle a donné son nom à la ville de Suifenhe située à 10 km de la rivière. Depuis le confluent de la Granitnaya (appelée Hubutu en chinois), plus grand affluent de rive droite qui forme également la frontière avec la Russie, la Suifen parcourt 185 km en Russie (après avoir parcouru 258 km en Chine). Cette région est passée de la Chine à la Russie en 1858 à la suite du traité d'Aïgoun signé pendant la seconde guerre de l'opium.

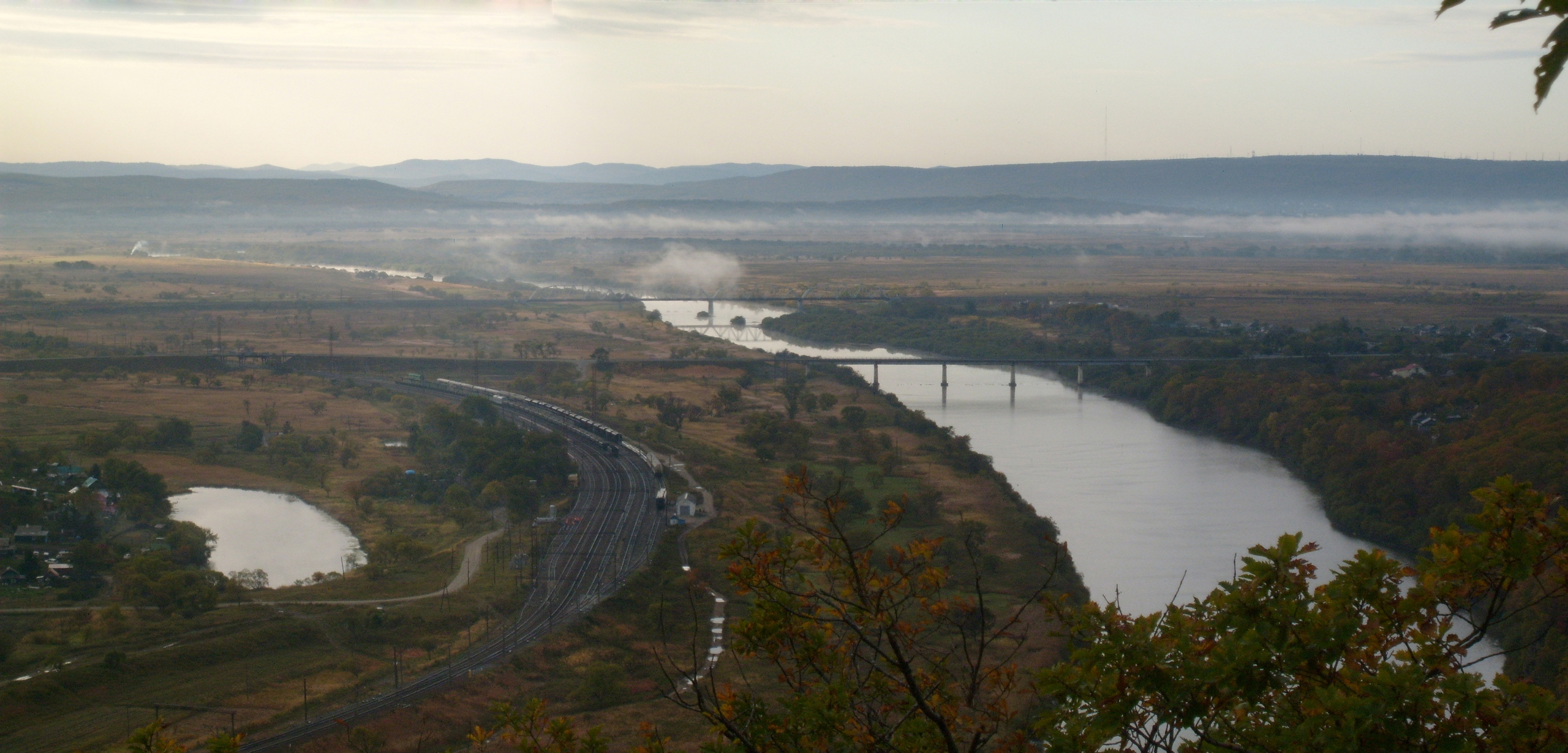
La vallée de la Razdolnaïa depuis le volcan Baranovski (14.10.2009)

La Suifen est soumise à un climat continental humide (Dwb selon Köppen) avec des hivers très froids et très secs (−15 °C en moyenne à Oussouriisk en janvier pour 17 mm de précipitations sur l'ensemble des trois mois de l'hiver). Ce fleuve est gelé en moyenne pendant quatre mois par an sur une épaisseur allant jusqu'à 90 cm de fin novembre à début avril. 
Côté chinois, la Suifen a été endiguée sur une longueur de 80 km[réf. nécessaire]. Elle est restée proche de l'état naturel pendant longtemps, les aménagements pour l'irrigation et la petite hydraulique ne se développant qu'à partir des années 1940. La première grande centrale hydroélectrique a été mise en service en 2015 à Dongsheng avec une capacité installée de 33 MW.
Le bassin de la Razdolnaïa est le seul endroit où vit la Middendorffiana dulkeitiana, une moule d'eau douce de la famille des unionidae.